# Дрения
Дрѐния (на гръцки: Δρένια) е група от ненаселени острови в Северна Гърция, част от дем Аристотел, област Централна Македония. Островите са разположени между остров Амуляни и полуостров Света гора (срещу Урануполи) и затварят от юг Провлакния залив. Островите са Фити или Гайдурониси, Артемида или Тигани (най-голям), Пена или Пондики и Фрини.